# 琉球暗羅
琉球暗羅（学名：Polyalthia liukiuensis）为番荔枝科暗羅屬下的一个种。

## 扩展阅读
- 維基物種上的相關：琉球暗羅